# برنارد كار
برنارد كار (بالإنجليزية: Bernard Carr)‏ هو فيزيائي بريطاني، ولد في 1949.